# Фурии Кальдерона (роман)
«Фурии Кальдерона» — первый роман из серии "Кодекс Алеры" американского писателя Джима Батчера.

## Мир романа
Люди в мире не исконные обитатели. Они явились из других краёв и силой очистили земли, на которых сейчас и находится могучее государство Алера, управляемое Первым лордом Гаем. Долгие годы династия Гаев правила страной, но нынешний правитель уже стар, а его прямой наследник погиб много лет назад. Потенциальный преемник не назван до сих пор, что и привело к заговору с целью захвата власти. И что хуже всего, к предателям примкнули те, кто долгие годы верно служил Первому лорду, — исключительно из патриотических соображений, дабы предотвратить вероятную гражданскую войну.

## Синопсис
Уже много веков в государстве Алера царит мир, и никто из воинственных соседей не рискует его нарушить. Ведь у жителей Алеры есть могущественные союзники, каждому обитателю этой страны служит верный помощник — фурия. У одних это фурия земли или металла, у других — воздуха, воды или огня. Но беда в том, что Первый лорд Алеры стар и не имеет наследников. И обуреваемая завистью и тщеславием знать толкает страну к гражданской войне.
Юный Тави, главный герой эпопеи, не может ждать помощи от фурий. Он единственный в Алере, кто не обладает властью над ними. Но именно ему предназначено судьбой остановить надвигающуюся катастрофу…

## Сюжет
Книга начинается с задания Амары и Фиделиаса, которые должны были подтвердить слухи о мятежном легионе, но миссия провалилась из-за предательства Фиделиаса. Амаре удаётся спастись от смерти, вступить в бой с Олдриком и даже слегка ранить его, что не удавалось никому со времен Арариса Валериана, величайшего мечника Алеры. Сбежав от преследования, Амара связывается с Первым лордом и получает новое задание - следовать в долину Кальдерон и тайно узнать о происходящих там событиях и защитить интересы Короны.
В долине Кальдерона тем временем наступает раннее утро. Тави спешит исправить свою ошибку совершенную вечером: забрать овец с выпаса (он не захотел этого сделать вечером, поскольку девушка Беритта, которая нравилась ему, попросила нарвать цветов для неё). Тайно это сделать не получается — Бернард, дядя Тави, догадывается о проделке племянника и решает помочь ему вернуть овец («иначе твоя тетя Исана убьёт нас»). Они отправляются на поиски.
В это время в Бернардгольде готовятся к собранию — дознание по факту изнасилования девушки из соседнего стедгольда. Исана с помощью эмпатии, дарованной ее магией воды, должна определить виновного. Поэтому жители окрестных стедгольдов собираются в Бернардгольде.
Тави с Бернардом тем временем находят овец, но подвергаются нападению дикаря-марата и его питомца овцереза. Бернарда ранит овцерез. Из последних сил они пытаются сбежать, а марат начинает преследование. Тави решает сбить марата со следа. Поэтому пока фурия земли Бернарда уносит его в Бернардгольд, Тави, отвлекая марата, сбегает глубже в долину.
К вечеру погода портится. Начинается буря. Тави решает искать укрытие и находит Амару, которая как раз с помощью магии воздуха добралась до долины. Вместе они укрываются в мавзолее Принцепса, воздвигнутого после Первого Кальдеронского сражения. Тави рассказывает Амаре о том, что он видел марата в долине, хотя мараты не приходили в долину уже 15 лет после Первого Кальдеронского сражения. Амара понимает что именно этого опасался Первый лорд, что это и есть ее задание - остановить вторжение войск маратов в долину.

## Герои
- Тави — главный герой романа.
- Амара — главная героиня романа, молодой курсор.
- Фиделиас — курсор, наставник Амары, предавший её и перешедший на сторону мятежников.
- Циррус — фурия воздуха, подчиняющаяся Амаре.
- Одиана — заклинательница воды из мятежного легиона.
- Аттикус Квентин — верховный лорд Аттики.
- Этан, Вамма — фурии дерева и земли, подчиняющиеся Фиделиасу.
- Олдрик — рыцарь из мятежного легиона, прославленный в Алере как самый искусный фехтовальщик.
- Гай — первый лорд Алеры.
- Бернард — дядя Тави.
- Исана —  тётушка Тави.

## Основные понятия
Курсоры -  так в Алере именуют специальную службу доверенных лиц Первого лорда, формально курьеров, одновременно занимающихся разведкой.